# Peter Schütt (Autor)
Peter Schütt (* 10. Dezember 1939 in Basbeck/Niederelbe) ist ein deutscher Schriftsteller und ehemaliger DKP-Funktionär.

## Leben

Unterschrift Peter Schütt

Peter Schütt, Sohn eines Lehrers, legte 1959 am Athenaeum in Stade sein Abitur ab und studierte danach von 1959 bis 1967 Germanistik und Geschichte in Hamburg, Göttingen und Bonn. In Hamburg wurde er Mitglied der katholischen Kirche. 1967 wurde er mit der Dissertation über den Dichter Andreas Gryphius zum Doktor der Philosophie promoviert. Anschließend war er als freier Schriftsteller tätig. Er gehörte der Dortmunder Gruppe 61 an und gründete im Frühjahr 1968 zusammen mit dem Bauschlosser Rainer Hirsch die „Hamburger Werkstatt freier Autoren“, einen Vorläufer des „Werkkreises Literatur der Arbeitswelt“. Als vorwiegend einzelkämpferischer Aktivist der 68er-Bewegung wurde Schütt 2019 im Rahmen des Webprojektes 1968 in der deutschen Literaturwissenschaft wiederentdeckt.
Nachdem Schütt bereits früh in Hamburg mit marxistischen Kreisen in Berührung gekommen war, gehörte er 1968 zu den Mitbegründern der Deutschen Kommunistischen Partei. Ab 1971 war er Mitglied des Parteivorstandes der DKP und von 1973 bis 1981 Bundessekretär des DKP-nahen und des dem Kulturbund der DDR nachempfundenen Demokratischen Kulturbundes.
Schütt stellte seine literarischen Werke – in erster Linie Gedichte und Reportagen – ganz in den Dienst der kommunistischen Ideologie, was ihm den Titel „Hofdichter der DKP“ eintrug. Er engagierte sich in der westdeutschen Friedensbewegung und unternahm als Funktionär zahlreiche Reisen, u. a. in die Länder des Ostblocks, nach Vietnam und in die USA.
Als sich Peter Schütt in den 1980er Jahren offen zum reformerischen Kurs des neuen Generalsekretärs der KPdSU, Michail Gorbatschow, bekannte, kam es zum Zerwürfnis mit der DKP-Führung. Im September 1988 wurde Schütt aus dem Parteivorstand ausgeschlossen; kurz darauf trat er aus der Partei aus. Schütt brach in der Folge radikal mit seinen bisherigen kommunistischen Überzeugungen und bekannte sich in Presseveröffentlichungen und Büchern vorbehaltlos dazu, einer Irrlehre angehangen zu haben.
Nachdem Schütt 1987 eine Iranerin geheiratet hatte, konvertierte er 1990 zum schiitischen Islam. Schon vorher war er als ursprünglich lutherischer Christ zum Katholizismus konvertiert. 1996 absolvierte er die Pilgerfahrt nach Mekka.
Für seine neue politische Einstellung als Wertkonservativer fand er vor allem in der Zeitschrift „MUT“ ein Forum. Im Jahr 2015 gehörte er zu den Redakteuren der Zeitschrift.
Nach eigener Aussage hat er laut einem Artikel in der Zeitung Die Welt aus dem Jahr 2007 seine religiöse Heimat im Islamischen Zentrum an der Hamburger Außenalster gefunden. Im Jahr 2012 war in der Welt zu lesen, dass die Gemeinde zu antiisraelischen Protesten – Al Quds Demonstrationen – in Berlin aufgerufen hatte. Gleichzeitig wurde berichtet, dass der Verfassungsschutz das Islamische Zentrum schon lange beobachtete, weil es als „linientreuer Anhänger der iranischen Staatsdoktrin und der islamischen Revolutionsziele“ galt.
Ulla Hahn, mit der Schütt „sieben Jahre […] liiert“ war, macht in ihrem Roman Wir werden erwartet aus Peter Schütt nach seiner Aussage die aus Stade stammende Germanistin Marga Wiedebusch.

## Kritik
Der iranische Schriftsteller Said warf Schütt 2007 vor, ein „ewiger Konvertit“ zu sein und einen Islam zu verteidigen, „der nur in seinem Kopf existiert“, da er die Realität der Menschen im Iran verschweige: „Ob Du es nun wahrnimmst oder nicht, heute ist es Deine Aufgabe, den Islam publizistisch salonfähig zu machen für europäische Intellektuellenkreise. Du genießt – Gott sei Dank – das Recht auf freie Meinungsäußerung in Deutschland. Wenn wir diese Freiheit in Teheran hätten, dann hätte es das Regime nicht so leicht.“

## Mitgliedschaften
Peter Schütt war 1966–1969 Mitglied des SDS in Hamburg und ab 1971 Mitglied des Verbandes deutscher Schriftsteller sowie des Werkkreises „Literatur der Arbeitswelt“ und von 1968 bis 1988 Mitglied der DKP.

## Sonstiges
Peter Schütt ist Neffe des deutsch-amerikanischen Lyrikers und Militärhistorikers Alfred Vagts und hat autobiographische Schriften aus dessen Nachlass herausgegeben.
Schütts Vorlass befindet sich im Fritz-Hüser-Institut in Dortmund.

## Veröffentlichungen (Auswahl)

### Bücher
- Sicher in die siebziger Jahre, Hamburg 1969
- Die Vergangenheit des Kanzlers, Hamburg 1970
- Die Dramen des Andreas Gryphius, Hamburg 1971
- Friedensangebote, Hamburg 1971
- Vietnam 30 Tage danach, Dortmund 1973
- Kurs ändern!, Düsseldorf 1974
- Zur Lage der Nation, Dortmund 1974
- 40 Pfennig mehr oder der Stapellauf fällt ins Wasser, Oberhausen 1975
- Mein Niederelbebuch, Fischerhude 1976
- Ab nach Sibirien, Dortmund 1977
- Für wen? Für uns!, Fischerhude 1977
- Beziehungen, Fischerhude 1978
- Zwei Kontinente, Fischerhude 1979
- „Der Mohr hat seine Schuldigkeit getan …“, Dortmund 1980
- Die Muttermilchpumpe, Dortmund 1980
- Peter Schütt. Gedichte, Kürbiskern, München 1980.
- Gibt es in der Bundesrepublik Rassismus?, Frankfurt/M. 1981
- Zwischen Traum & Alltag, Fischerhude 1981
- Entrüstet Euch!, Dortmund 1982
- Let's go east, Dortmund 1982
- Schaut auf diese Werft …, Hamburg 1983
- Was von den Träumen bleibt, Dortmund 1983
- Bäume sterben aufrecht, Berlin 1984
- Das kleine 35-Stunden-Buch, Dortmund 1984
- Das Kreuz des Südens, Dortmund 1985
- Liebesgedichte, Fischerhude 1987
- … wenn fern hinter der Türkei die Völker aufeinanderschlagen, Köln 1987
- Die Himbeersoße kam vom KGB, Dortmund 1989
- Moskau funkt wieder, Köln 1989
- Schau in die Welt hinein, Niederwiesa 1989
- Mein letztes Gefecht, Böblingen 1992
- Notlandung in Turkmenistan, Asendorf 1996
- Allahs Sonne lacht über der Alster, Asendorf 2001
- Von Basbeck am Moor über Moskau nach Mekka – Stationen einer Lebensreise, Mut Verlag, Asendorf 2009
- … und Jesus ist sein Prophet – Ein Weihnachtsspiel nach dem Koran Hamburg 2011

### Als Herausgeber
- Aktion Roter Punkt, München 1969 (zusammen mit Agnes Hüfner und Gerd Peter)
- Faustregeln für Klassenkämpfer, Dortmund 1970
- Linkes Lesebuch, Dortmund 1970
- Nix zu machen?, Köln 1971
- Zu Gast bei Freunden, Dortmund 1972
- Mitbestimmen, Macht gewinnen, Oer-Erkenschwick 1973
- Frieden & Abrüstung, Fischerhude 1977 (zusammen mit Gerda Konietzny und Wolf-Dietmar Stock)
- Amandla maatla, Dortmund 1983
- Emina Čabaravdić-Kamber: Der Schänder, Hundorf 1998

### Zeitschriftenbeiträge (Auswahl)
- Wes Geld ich nehm’, des Lied ich sing’. In: Die Zeit, 5. Juni 1990: „Was die DKP immer bestritten hat, das bestätigt jetzt der Schriftsteller Peter Schütt, von 1971 bis 1989 selbst Mitglied im Bundesvorstand der Partei: Von Anbeginn an hingen die westdeutschen Kommunisten am Ostberliner Tropf.“
- Vom Hofdichter zur Wanderratte. Was die DKP unter Einheit verstand und wie sie Geschlossenheit durchsetzte, in: Frankfurter Allgemeine Zeitung. Nr. 154 vom 6. Juli 1991, Seite 28.
- Dumm und gutgläubig. Peter Schütt über den Einfluss der DDR-Kulturpolitik auf westdeutsche Autoren. In: Der Spiegel. Nr. 7, 1992, S. 179–186 (online).

### Beitrag für die Enquete-Kommission „Aufarbeitung von Geschichte und Folgen der SED-Diktatur“
- Kulturpropaganda der DKP als Teil der SED-Deutschlandpolitik. Als Ausarbeitung für eine Anhörung in der Enquete-Kommission „Aufarbeitung von Geschichte und Folgen der SED-Diktatur“, 9 Bände in 18 Teilbänden, Nomos 1995.[11]